# 皮奥伊州帕萨任弗兰卡
皮奥伊州帕萨任弗兰卡（葡萄牙語：Passagem Franca do Piauí）是巴西皮奥伊州的一个市镇。总面积849.601平方公里，总人口4130人，人口密度4.9人/平方公里。